# Kostel svatého Václava a Barbory
Kostel svatého Václava a Barbory je římskokatolická barokní sakrální stavba v areálu zámku v Hlušicích v okrese Hradec Králové. Jakožto součást zámeckého areálu je od 3. května 1958 chráněn jako kulturní památka České republiky.

## Historie
V letech 1748–1749 byla postavena kaple v areálu tehdy barokního hlušického zámku a zasvěcena svaté Barboře. Zámek prošel v 19. století razantní novogotickou přestavbou, kapli však zůstala původní barokní podoba. V letech 1903–1904 byla původní kaple rozšířena na kostel, současně bylo rozšířeno patrocinium na svatého Václava a Barbory a Hlušice se staly samostatnou farností. Tato farnost přestala být ve druhé půli 20. století obsazována sídelním duchovním správcem, v roce 2008 byla pak administrativně zrušena a afilována farností v Novém Bydžově, která se tak stala její nástupkyní. V kostele se 2x měsíčně konají pravidelné bohoslužby.

## Architektonická podoba
Kostel se nachází v zámeckém parku. Jedná se o jednolodní, poměrně jednoduchou stavbu s užším presbytářem, po jehož stranách je dvojice přístavků. Kostel nemá věž, pouze nad presbytářem je sanktusníková věžička. V interiéru jsou ploché stropy, vnitřní zařízení je novorenesanční z počátku 20. století. V blízkosti kostela se nachází dřevěná otevřená zvonice, která nahrazuje funkci absentující kostelní věže.